# 韋姆 (明尼蘇達州)
韋姆（英語：Weme）是位於美國明尼蘇達州清水縣的一個非建制地區。

## 歷史
韋姆的郵局於1902年成立，其後於1912年停運。此地得名自首任郵局局長漢斯·韋姆（Hans Weme）。

## 地理
韋姆所處的海拔為高於海平面405米（即1329英呎），而該地所採用的時區為UTC-6，即北美中部時區（CST）。同時該地設有夏令時間，為UTC-6調快一小時，即UTC-5（CDT）。